# Mister Magoo
Mister Magoo ist eine Zeichentrickfigur, die 1949 vom Animationsstudio United Productions of America (UPA) geschaffen wurde. Die Figur ist Hauptdarsteller in einer Vielzahl von Kurzfilmen, zwei Fernsehserien und einer Realverfilmung.

## Inhalt
Hauptfigur ist ein älterer, extrem kurzsichtiger Mann namens Quincy Magoo. Aufgrund der von ihm meist nicht begriffenen Fehlsichtigkeit gerät er in die unglaublichsten Situationen, so hält er in der ersten Episode einen Bären für seinen Neffen Waldo. Besagter Neffe ist eine Nebenfigur in den Filmen. Später kamen dessen Kumpel Prezley  sowie Magoos chinesischer Diener Charley, Mutter Magoo und das Geschwisterpaar Wheeler und Dealer dazu. Sie alle sehen im Vergleich zu Magoo sehr wohl, was er für einen Unsinn treibt und versuchen oft verzweifelt, den Schaden zu begrenzen. Einen wiederkehrenden Gegenspieler hat Magoo in Worstershire, dem Butler seines reichen Onkels Tycoon Magoo: treibt Magoo sich wieder einmal (unwissentlich) auf den Immobilien seines Onkels herum, soll Worstershire ihn entfernen, wobei er auch nicht vor Mordanschlägen zurückschreckt. Seine Fallen und Angriffe schlagen jedoch stets fehl, ohne dass Magoo ihn überhaupt bemerkt.
In der später erschienenen Ableger-Reihe "The Famous Adventures of Mister Magoo" schlüpft Magoo in die Rollen verschiedener historischer oder fiktiver Figuren, wie etwa George Washington oder Long John Silver aus Stevensons Die Schatzinsel. Die erste Folge dieser Art war eine Variante von Charles Dickens' A Christmas Carol mit ihm in der Hauptrolle. In diesen Geschichten macht ihm seine extreme Kurzsichtigkeit allerdings keine Probleme, er verhält sich exakt wie die jeweilige Figur. Lediglich in der Eröffnungsszene der Folgen, wo er dem Zuschauer von der heutigen Rolle erzählt, geht beim Versuch, zur Rolle passendes Können zu beweisen, etwas schief (er schießt als Wilhelm Tell in die falsche Richtung oder verwechselt als Dr. Watson Verbrecherfotos mit seinen Autogrammkarten).

## Entstehung & Veröffentlichung
Zwischen 1949 und 1959 wurden von UPA 54 Kurzfilme produziert und von Columbia Pictures veröffentlicht. Die Kurzfilme Trouble Indemnity (1950) und Pink and Blue Blues (1952) von Pete Burness wurden für den Oscar in der Kategorie „Bester animierter Kurzfilm“ nominiert, When Magoo Flew (1954) und Magoo’s Puddle Jumper (1956), auch von Burness, ebenso und erhielten diesen auch.
Aufgrund dieses Erfolgs wurde ab Ende 1960 bis Anfang 1962 die Fernsehserie Mister Magoo von UPA produziert. Die Serie bestand aus 26 Folgen mit je 25 Minuten Länge, wobei jede Sendung aus fünf separaten Kapiteln von jeweils fünf Minuten Länge und damit insgesamt 130 Kapiteln bestand. Es gibt davon eine 2005 in den USA erschienene DVD-Box (11 DVDs) Mr Magoo: The Television Collection.
Die Serie wurde in Deutschland erstmals zwischen 1974 und 1976 in der Reihe Trickfilmzeit mit Adelheid, in der auch Charaktere wie Klondike Kat, Rocky & Bullwinkle oder Dudley Do – Right auftauchten, ausgestrahlt. Ab dem 3. Oktober 1988 folgte eine Ausstrahlung durch Sat.1. Es folgten Wiederholungen bei Junior und K-Toon sowie einzelne Folgen bei SuperRTL. In der deutschen Synchronfassung wurde Magoo von dem Schauspieler und Synchronsprecher Gerd Martienzen gesprochen.
Die oben genannte Ableger-Serie The Famous Adventures of Mr. Magoo wurde von 19. September 1964 bis 24. April 1965 erstausgestrahlt. 
1964 wurden aus einzelnen Episoden fünf Filme zusammengeschnitten: Mr. Magoo’s Storybook („Magoo im Reich der Märchen und Legenden“), Mr. Magoo in the King’s Service („Magoo in königlichen Diensten“), Mr. Magoo at Sea („Mr. Magoos Abenteuer auf hoher See“), Mr. Magoo… Man of Mystery („Mr. Magoo auf Ganovenjagd“) und Mr. Magoo in Sherwood Forest („Mr. Magoo im Dienste Robin Hoods“).
1977 folgte mit What’s New Mr. Magoo? eine weitere Zeichentrickserie mit 16 Doppelfolgen von DePatie-Freleng Enterprises (DFE) in Zusammenarbeit mit UPA und wurde von 10. September 1977 bis 24. Dezember 1977 erstausgestrahlt. Diese Serie erschien in Deutschland als „Mr. Magoos bunter Jahrmarkt“.
1997 kaufte Walt Disney Pictures die Lizenz und produzierte den Realfilm Mr. Magoo mit Leslie Nielsen in der Hauptrolle.
2010 erschien der mexikanisch-amerikanische Zeichentrickfilm Kung-Fu Magoo, in dem Quincy Magoo und sein Neffe Justin versehentlich an einem Wettbewerb der Superschurken teilnehmen.
| Figur     | Kurzfilme     | 60er-Serie                 | 70er-Serie  |
| --------- | ------------- | -------------------------- | ----------- |
| Mr. Magoo | Jim Backus    | Jim Backus                 | Jim Backus  |
| Waldo     | Jerry Hausner | Jerry Hausner, Daws Butler | Casey Kasem |